# Рошен
«Роше́н» (Roshen) — украинская кондитерская корпорация, один из крупнейших производителей кондитерских изделий Украины и Восточной Европы, входит в тридцатку крупнейших производителей кондитерских изделий мира. Главный офис компании расположен в Киеве. Продукция представлена в более чем 30 странах мира, включая Казахстан, страны Кавказа, Средней Азии, Европейский союз, Соединённые Штаты Америки, Молдавию, Китай, Иорданию, Японию.
Название «Рошен» образовано отбрасыванием первого и последнего слогов от фамилии основателя корпорации — Петра Порошенко.
Выручка компании в 2015 году составила около 500 млн долларов. В глобальном рейтинге Candy Industry Top 100 за 2019 год «Рошену» присудили 27-е место в мире среди кондитерских компаний. По размеру производственной мощности и физическому количеству продукции другие источники отводят компании 15-е место в кондитерском мире по значимости.

## Собственники и руководство
Участвуя в выборах президента Украины 2014 года, Пётр Порошенко сообщил о своём намерении продать «Рошен» после победы. На пресс-конференции 5 июня 2015 года в Киеве Пётр Порошенко заверил, что намерен передать принадлежащий ему пакет акций кондитерской корпорации «Рошен» в управление частной инвестиционной банковской компании N M Rothschild & Sons, принадлежащей семье Ротшильдов. В январе 2016 года сообщил о подписании договора о передаче этих акций в управление независимому трастовому фонду Rothschild Trust, из-за чего до окончания президентских полномочий он уже не сможет влиять на бизнес.

## Деятельность
Корпорация возникла в 1996 году после приватизации Киевской кондитерской фабрики им. К. Маркса. Сейчас корпорация выпускает более 320 наименований продукции: шоколадные плитки, шоколадные батончики, шоколадные, карамельные и желейные конфеты, печенье, бисквиты, вафельную продукцию, торты, зефир, пирожные, пастилу, кексы, мармелад, крекеры.
Общий объём производства в год может достигать 450 тыс. тонн. Из ассортимента продукции наиболее известным является торт «Киевский» производства кондитерской фабрики им. К. Маркса. Из конфет — коробочные «Киев Вечерний» и «Стрела Подольская».

## Производственные мощности
По состоянию на 2016 год в состав корпорации входят производственные мощности:
- ЧАО «Киевская кондитерская фабрика „Рошен“»[8] (ранее «Киевская кондитерская фабрика им. К. Маркса», Украина);
- ЧАО «Винницкая кондитерская фабрика» (Украина)[9];
- ЧАО «Кременчугская кондитерская фабрика „Рошен“» (Украина)[10];
- Клайпедская кондитерская фабрика (Литва)[11];
- Кондитерская фабрика Bonbonetti (Будапешт, Венгрия)[12];
- ЧАО «Винницкий молочный завод „Рошен“» (Украина)[13];
- ООО «Бисквитный комплекс „Рошен“» (Борисполь, Украина);
- ОАО «Липецкая кондитерская фабрика „Рошен“» (Россия).

Липецкая фабрика была приобретена в 2001 году. По состоянию на август 2016 года имущество фабрики остаётся под арестом, наложенным Басманным судом г. Москвы. Решение об аресте допускает использование имущества, но запрещает какие-либо операции с ним (продажа, отчуждение). С середины 2013 года объёмы производства сократились вдвое, к 2016 году работало лишь 800 человек из 1800. 20 января 2017 года появилось заявление корпорации «Рошен» о решении остановить производственную деятельность Липецкой кондитерской фабрики. В заявлении отмечается, что из-за «давления органов власти в ряде регионов на торговые организации» постоянно сокращалось производство, что приводило к массовому сокращению персонала. Оставшиеся работники (около 700 человек) «проинформированы о предстоящей остановке деятельности фабрики». Окончательно фабрика остановлена в июне 2017 года. В феврале 2024 года Октябрьский районный суд Липецка постановил передать акции фабрики в собственность Российской Федерации на основании признания Петра Порошенко, его сына Алексея и директора предприятия Олега Казакова экстремистами.

## Сертификация продукции
Кондитерские фабрики ROSHEN сертифицированы в соответствии с требованиями международных стандартов качества ISO 9001:2008 и безопасности пищевых продуктов ISO 22000:2005. На молочном заводе ROSHEN (Винница) внедрена система управления качеством и безопасностью пищевых продуктов в соответствии с требованиями международных стандартов ISO 9001 (сертификат от 20 апреля 2015) и ISO 22000 (сертификат от 4 мая 2015 года). Соответствие систем управления качеством и безопасностью пищевых продуктов подтверждено сертификатами международной аудиторской компании «Bureau Veritas». В апреле 2016 года был получен сертификат пищевой безопасности FSSC-22000.

## Галерея

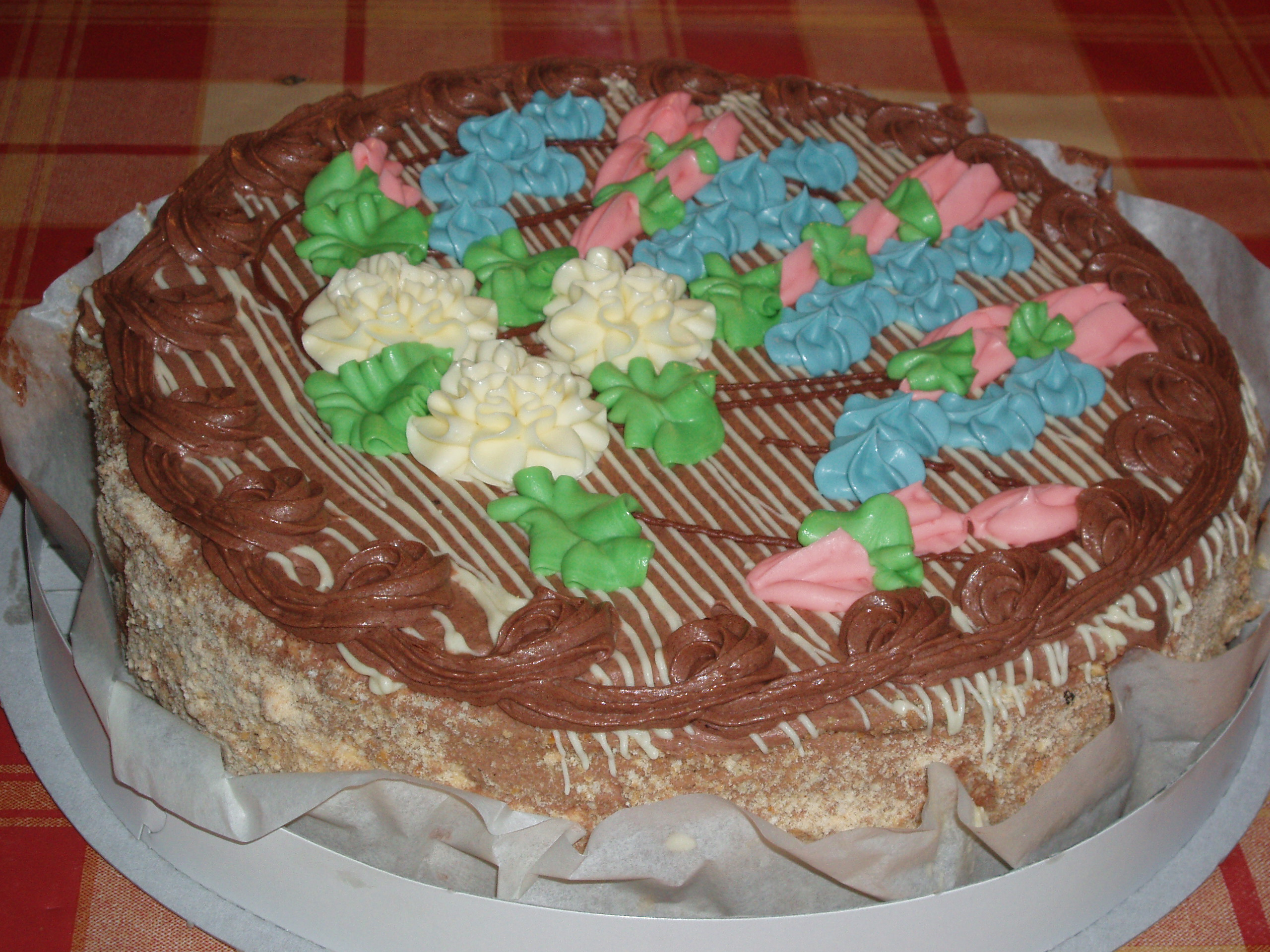
«Киевский торт»
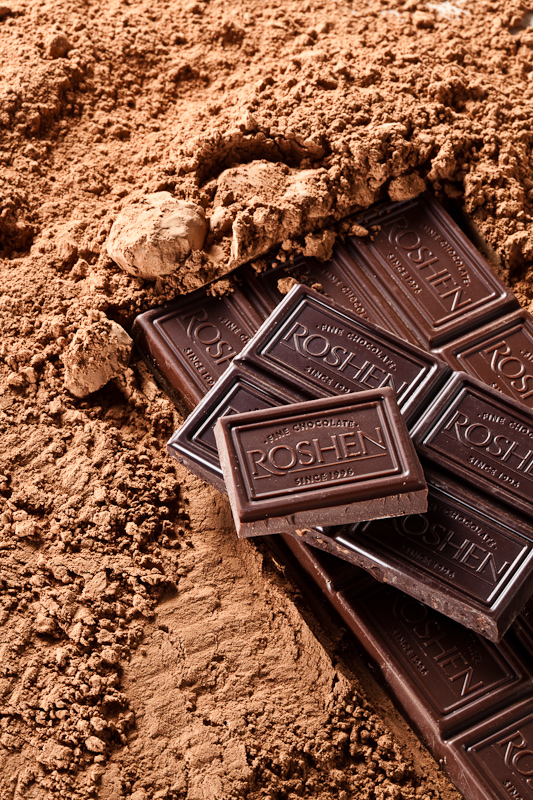
Шоколад Рошен
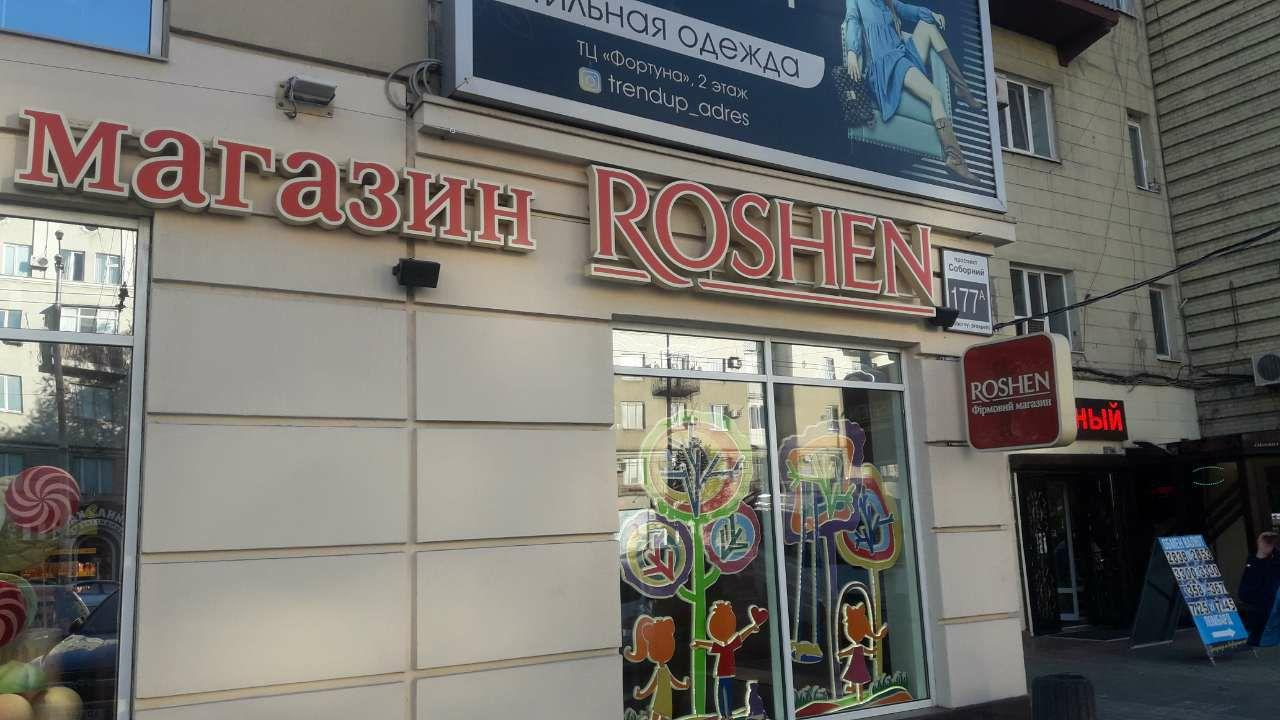
Рошен в Запорожье

## Нарушения законодательства
Россия
29 июля 2013 года Роспотребнадзором даны указания таможенным органам о запрете ввоза продукции компании «Рошен» в Россию. Запрет объясняется выявленными нарушениями по качеству и безопасности: в образцах продукции содержание жиров и органолептика не соответствовали нормативам, в молочном шоколаде обнаружено опасное химическое соединение бензпирен.
От «Рошена» было заявление, что компания всегда соблюдала все правила сертификации, выполняла необходимые санитарные нормы, соблюдая требования государственной нормативной документации Украины и РФ.
С 21 марта 2014 года корпорация «Рошен» была вынуждена остановить деятельность на территории России из-за ареста Тверским районным судом Москвы всех денежных средств российских предприятий корпорации. В апреле 2014 года корпорация возобновила работу на российских предприятиях.
16 апреля 2015 года Басманный районный суд города Москвы принял постановление о взыскании с ОАО «Липецкая кондитерская фабрика „РОШЕН“» 180 млн рублей налоговой задолженности. 24 апреля 2015 года Главное следственное управление Следственного комитета Российской Федерации на основании этого постановления наложило арест на имущество Липецкой фабрики. Общая стоимость арестованного имущества оценивается в 2 млрд рублей.
На сентябрь 2016 года имущество Липецкой фабрики остаётся под арестом, наложенным Басманным судом Москвы. Решение об аресте допускает использование имущества, но запрещает какие-либо операции с ним (продажа, отчуждение). Помимо ареста, наложенного следственным комитетом РФ, действует запрет на отчуждение, наложенный налоговой инспекцией на семь других земельных участков, а также целый ряд нежилых зданий и сооружений, в том числе объекты коммуникаций.

## Социальные проекты

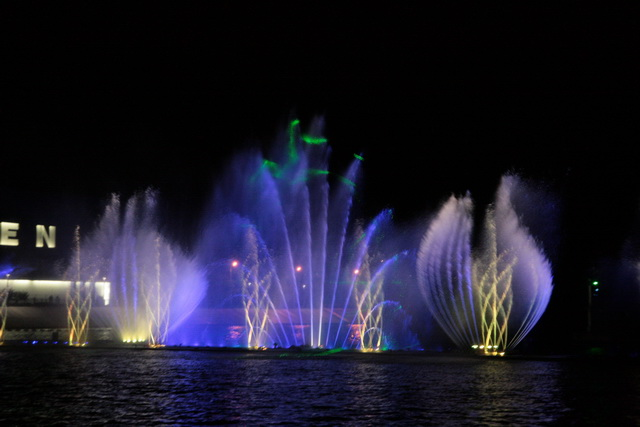
Плавающий фонтан «Roshen» в русле реки Южный Буг близ острова Кемпа, стал одним из символов Винницы

Корпорация «Рошен» реализовала ряд социальных проектов:
- В 2005 году корпорация «Рошен» начала проект по установке и поддержанию спортивно-игровых площадок на Украине, всего было установлено около 80 площадок. В 2019 году компания заявила о прекращении этого проекта, основной причиной было названо небрежное отношение к построенным площадкам и вандализм[25][26].
- Черкасский зоопарк (заявленный бюджет 26 млн грн). В апреле 2017 была открыта экспозиция с хищными животными «Земля волков и медведей». Также были построены внутренние вольеры для животных преклонного возраста, не предназначенные для показа посетителям. Кроме «пенсионеров» в этой части находятся животные, которые нуждаются в лечении или профилактических мероприятиях. Была модернизирована инфраструктура, в частности для людей с ограниченными возможностями[27].
- Компания построила новую набережную[28] и светомузыкальный фонтан в Виннице (открытие 4.09.2011 г.)[29].
- Установила ледовый каток на Центральной Новогодней площади в Харькове[30] и Днепре[31].
- Провела реконструкцию светомузыкального фонтана в центральном саду им. Шевченко в Харькове[32].
- Реализовала благотворительный проект помощи национальной детской специализированной больнице ОХМАТДЕТ на сумму около 90 млн грн в Киеве (2015—2018 гг.)[33].
- На регулярной основе проводит бесплатные детские экскурсии на производство с дегустацией сладостей и подарками[34].
- Реконструкция «Театра на Подоле» в Киеве (торжественное открытие, на котором корпорация Roshen передала общине города Киева символический ключ от Театра на Подоле, состоялось в октябре 2017 года)[35].
- Корпорация Roshen стала генеральным партнёром детско-юношеского ФК «Карпаты»[36], которому Roshen планирует предоставить 1 000 000 гривен спонсорской помощи.